# Suburban Kids With Biblical Names
Suburban Kids with Biblical Names est un groupe de rock suédois, originaire de Haninge. Il est formé en 2003  et composé uniquement de deux membres. Leur style musical peut être qualifié de twee pop.

## Biographie
L'histoire du groupe commence en 2004, lorsqu'ils mettent deux de leurs titres sur un site internet. Ils ont de bonnes critiques des auditeurs. Après cela, ils entrent en entretien avec le magazine Sonic, qui met l'une de leurs chansons sur une compilation. La même année, ils signent avec la maison de disques Labrador Records. En 2005, ils sortent leur deuxième EP, #2. Leur premier album, #3, est publié en octobre 2005 en Suède, puis par Minty Fresh aux États-Unis et chez Yesboyicecream en Europe. Leur morceau Rent a Wreck, issu de #3, est inclus dans la publicité Yes de Prius.
« Suburban kids with biblical names » est aussi une ligne dans la chanson People dans l'album American Water de Silver Jews. Le 4 février 2009, le groupe publie son troisième EP, #4.

## Membres
- Johan Hedberg
- Peter Gunnarson

## Discographie

### Albums studio
- 2005 : #3
- 2009 : #4

### Singles et EP
- 2004 : #1
- 2005 : #2